# Чепков, Анатолий Васильевич
Анато́лий Васи́льевич Чепко́в (род. 5 августа 1948, Москва, умер 10 августа 2024) — российский валторнист и музыкальный педагог, солист оркестра Мариинского театра, доцент Санкт-Петербургской консерватории, Заслуженный артист РСФСР.

## Биография
Первоначальное музыкальное образование Анатолий Чепков получил музыкальной школе им. Н. А. Римского-Корсакова под руководством педагога П. Александрова. После окончания школы в 1966 году, он учился в Ленинградской консерватории по классу П. К. Орехова) и закончил её в 1972 году. Ещё во время учёбы в консерватории в 1970 году Чепков начал работать симфоническом оркестре Ленинградской филармонии. С 1975 года по настоящее время Анатолий Чепков — солист оркестра Ленинградского театра оперы и балета имени Кирова. Он был участником квинтета духовых инструментов Ленинградского театра оперы и балета им. Кирова. Кроме того, с 1986 года он преподаёт в Санкт-Петербургской консерватории. В 1986 году Чепков получил звание Заслуженный артист РСФСР, в 2008 был награждён медалью ордена «За заслуги перед отечеством» II Степени с формулировкой «за большие заслуги в развитии отечественной культуры и искусства, многолетнюю плодотворную деятельность».
25 января 2022 года в средствах массовой информации появилась информация о задержании А.В.Чепкова по подозрению в совершении насильственных действий сексуального характера в отношении четырехлетней девочки.
Скончался от инсульта 10 августа 2024 года.